# Jerry Bruno
Frank „Jerry“ Bruno (* 10. Januar 1920 in Rochester, New York; † 22. Juni 2020) war ein US-amerikanischer Jazzmusiker (Kontrabass) des Swing und Mainstream Jazz.

## Leben und Wirken
Bruno gehörte 1948 mit dem Gitarristen Bucky Pizzarelli der Rhythmusgruppe der Vaughn Monroe Bigband an; mit Pizzarelli sollte er im Laufe seiner Karriere häufig zusammenarbeiten. 1951 spielte er im Tommy Dorsey Orchestra an, mit dem auch erste Aufnahmen entstanden, im selben Jahr ebenfalls mit den Mills Brothers („Please Don’t Talk About Me When I’m Gone“) und Bing Crosby („Without a Word of Warning“). Als Sessionmusiker nahm auch mit dem Sänger Paul Anka auf, an dessen Erfolgstitel „Diana“ er mit Pizarrelli, Irving Wexler und Panama Francis mitwirkte. In den folgenden Jahren arbeitete er mit Leo Anthony, Doug Duke, Dick Garcia/Bill Evans (1955), in der Bigband von Don Costa, den Dixieland All Stars (u. a. mit Pee Wee Erwin, Cutty Cutshall, Peanuts Hucko, Moe Wechsler, Al Caiola) Ab 1979 war er Begleitmusiker für Frank Sinatra, mit dem er auch in der Carnegie Hall und der Radio City Music Hall auftrat; ferner spielte er mit Liza Minnelli und Louis Prima.
Ab den 1980er-Jahren spielte Bruno weiterhin im Trio von Bucky Pizzarelli, mit dem auch Aufnahmen mit Red Norvo, John Pizzarelli und dem Vokalquartett Monday Off (Christmas Time Is Here, 2001) entstanden. Ferner gehörte er der Tony Corbiscello Big Band an und nahm mit Dave Bennett (Celebrates 100 Years of Benny Goodman), Tony Mottola, Marlene VerPlanck und Joe Wilder auf. Im Bereich des Jazz war er zwischen 1967 und 2016 an 27 Aufnahmesessions beteiligt, In Woody Allens Spielfilm Harry außer sich (1997) trat Jerry Bruno als Musiker der Stebbins Hall Band auf. 2013 jammte er mit Pizzarelli.
2017 spielte er im Duo mit dem Pianisten Russ Kassoff im Glen Rock Inn in Glen Rock (New Jersey), 2019 im Trio mit Kassoff und Sängerin Catherine Dupuis in Madison (New Jersey).
Bruno starb Ende Juni 2020 im Alter von 100 Jahren.

## Diskographische Hinweise
- Patrick Saussois: Swingin’ American Songs (Djaz, 2001), mit Bucky Pizzarelli
- John Cutrone: Four x Four (2008), mit Carmen Leggio, Bucky Pizzarelli
- Derek Smith Trio: I’m All Smiles (2013), mit Rick Visone
- Michele Ramo: Oh’ Lady Be Good (2005), mit Bucky Pizzarelli